# Nabój 9 × 21 mm IMI
9 × 21 mm IMI – nabój pistoletowy opracowany przez firmę Israel Military Industries.
W latach 80 XX w. dużą popularność zdobyły pistolety zasilane nabojem 9 × 19 mm Parabellum wyposażone w pojemne magazynki i mechanizmy spustowe z samonapinaniem często nazywane cudownymi dziewiątkami. Były one niedostępne dla mieszkańców krajów, w których prawo zabrania obywatelom posiadać broni zasilanej amunicją identyczną jak wojsko (należą do nich np. Włochy i Austria).
W połowie lat 80. izraelski koncern IMI zaprezentował nowy nabój 9 × 21 mm IMI. Była to pochodna naboju 9 mm Parabellum. Nowy nabój był wyposażony w łuskę o długości większej o 2 mm niż nabój Parabellum, jednak dzięki głębszemu osadzeniu pocisku w łusce długość całkowita naboju pozostała niezmieniona. Identyczne były także pozostałe wymiary naboi 9 mm Parabellum i IMI dzięki czemu do nowego naboju łatwo było dostosować pistolety kalibru 9 mm Parabellum (konwersja wymagała wyposażenia pistoletu w lufę z dłuższą o 2 mm komorą nabojową).
Broń kalibru 9 × 21 mm IMI jest używana prawie wyłącznie w krajach w których posiadanie amunicji 9 × 19 mm Parabellum jest zakazane.

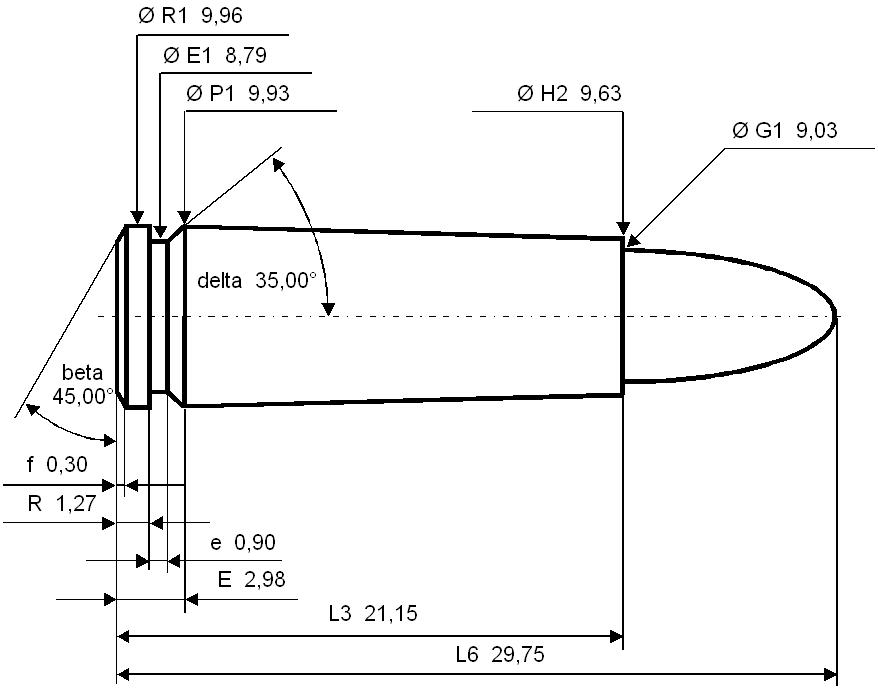
Wymiary naboju
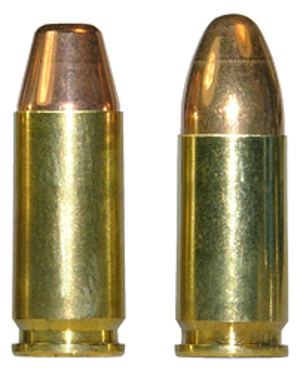
Porównanie nabojów: 9 × 21 mm IMI (po lewej) 9 × 19 mm Parabellum (po prawej)